# Скочищенська сільська рада
Скочищенська сільська рада — колишня адміністративно-територіальна одиниця та орган місцевого самоврядування у Ходорківському, Корнинському, Попільнянському, Брусилівському і Коростишівському районах Бердичівської і Білоцерківської округ, Київської й Житомирської областей Української РСР та України з адміністративним центром у с. Скочище.

## Населені пункти
Сільській раді були підпорядковані населені пункти:
- с. Скочище
- с-ще Скочище

## Населення
Відповідно до результатів перепису населення СРСР, кількість населення ради станом на 12 січня 1989 року становила 625 осіб.
Станом на 5 грудня 2001 року, відповідно до перепису населення України, кількість мешканців сільської ради становила 499 осіб.

## Склад ради
Рада складалася з 12 депутатів та голови.

### Керівний склад сільської ради
| ПІБ                     | Основні відомості                                                                             | Дата обрання | Дата звільнення |
| ----------------------- | --------------------------------------------------------------------------------------------- | ------------ | --------------- |
| Заїць Віктор Леонідович | Сільський голова, 1965 року народження, освіта, член Всеукраїнського об'єднання «Батьківщина» | 26.03.2006   | 31.10.2010      |
| Заїць Віктор Леонідович | Сільський голова, 1965 року народження, освіта вища, член Партії регіонів                     | 31.10.2010   |                 |

Примітка: таблиця складена за даними джерела

## Історія
Створена 1923 року в с. Скочище Ходорківської волості Сквирського повіту Київської губернії.
Станом на 1 вересня 1946 року сільська рада входила до складу Корнинського району Житомирської області, на обліку в раді перебували с. Скочище та селище залізничної станції Скочище.
27 червня 1969 року, відповідно до рішення Житомирського облвиконкому № 313 «Про зміни в адміністративно-територіальному поділі», взято на облік сел. Скочище.
На 1 січня 1972 року сільська рада входила до складу Коростишівського району Житомирської області, на обліку в раді перебували с. Скочище та сел. Скочище.
Ліквідована 28 грудня 2016 року через об'єднання до складу Брусилівської селищної територіальної громади Брусилівського району Житомирської області.
Входила до складу Ходорківського (7.03.1923 р.), Корнинського (27.03.1925 р., 17.02.1935 р.), Попільнянського (5.02.1931 р., 28.11.1957 р.), Брусилівського (20.03.1959 р., 4.05.1990 р.) та Коростишівського (30.12.1962 р.) районів.